# どんなときもWiFi
どんなときもWiFi（どんなときもワイファイ）は、株式会社グッド・ラックが提供しているuCloudlink社のCloud SIMを利用した通信サービスである。

## 概要
2019年3月1日、株式会社オールコネクトのグループ会社である株式会社グッド・ラックが「どんなときもWiFi」をリリース。
データ容量無制限で使えるuCloudlink社のCloud SIMを採用。
いつでも解約サポートという特定のインターネットへ違約金無料で乗り換えることができるサービスがある。

## 料金体系
「どんなときもWiFiの料金プラン」を参照

### 2019年4月以前の料金
プランは2種類展開。※サービス開始時の期間限定割引価格
1. クレジットカード払い：3,280円
2. 口座振替：3,980円

### 2019年5月以降の料金
2019年5月1日よりクレジットカードの料金が3,280円から3,480円に変更。
1. クレジットカード払い：3,480円
2. 口座振替：3,980円

どんなときもWiFi解約金 0～12ヶ月 19,000円、13～24ヶ月 15,400円、25ヶ月目 0円、26ヶ月以降 10,450円（更新月以外は解約金が必要）。

## 通信端末
「どんなときもWiFiの端末詳細」を参照

### U2s
U2sは、uCloudlink社が提供する製品である。

### D1
2019年6月19日から、U2sからD1に端末変更された。名称変更したが、端末スペックの変更はない。
特徴として、サービス名であるどんなときもWiFiのロゴが入っている。

## 即日受け取り店舗
1. 渋谷センター
2. 秋葉原センター
3. 大宮センター
4. 名古屋センター

## 通信技術について
どんなときもWiFiではCloud SIMと呼ばれる通信技術を使用。SIMカードを差し込まずにインターネットを使えることが特徴。
利用場所によってクラウドサーバー上の最適なSIMカード情報を自動適用させ、インターネット通信を可能にしている。

## TVCM
今田美桜と佐藤二朗を起用したテレビCMを開始。開始当初は、ブランド名に因んで槇原敬之の『どんなときも。』が使用されていたが、2020年2月に槇原が覚醒剤の所持で逮捕されたことを受け放映中であったCMは一時放送自粛、現在は『どんなときも。』を別の音源に差し替えて放送を再開している。

## 通信障害事故について

### 障害内容について
2020年2月21日～3月21日にかけて、合計11回の通信障害が発生した。影響利用者数は3万人以上であった。
MVNOによるクラウドWi-Fiサービスをデータ容量無制限を訴求して提供するために必要となる SIM カードについて、十分な通信容量の確保や容量制限に関する情報共有等による電気通信設備の管理運用が適時適切に行えていなかったことにより、既に利用者に割当てられ当該サービスの提供のために使用されていたSIM カードの低速化が発生した。そして、これに対応するため、低速化したSIM カードの停止及び別のSIM カードへの切替えをアクセスサーバにおいて実行する際に、当該サーバがビジー状態となり、利用者に対して、SIM カードの割当ができず、データ通信サービスが利用できなくなった。

### 行政指導について
2020年6月19日に総務省は、「株式会社グッド・ラック（代表取締役 佐々木 允浩）において、電気通信事業法（昭和59年法律第86号。以下「法」という。）第1条の「利用者利益の保護」の趣旨に照らして不適切な行為が行われたこと並びに同法第27条に規定する苦情等処理義務及び第27条の2第1号に規定する事実不告知等の禁止への違反が認められたと」として同社に対し行政指導を行い、公表した。

### 発生原因について
1.  グッド・ラック社が提供するデータ通信容量無制限を訴求したクラウド WiFi サービスにおいて利用している SIM カードの卸提供元事業者による当該SIM カードにおけるデータ通信容量制限の実施状況について、モバイルコネクト社及び兼松コミュニケーションズ社が十分に把握できていなかった。また、当該制限によるデータ通信容量を補うためにモバイルコネクト社が SIMカードを追加調達したが、十分なデータ通信容量を確保できなかった。これら等により、容量上限に達して低速化した SIM カードを利用者に対して割当てたため、当該サービスの著しい低速化が発生した。また、当該制限等により、当該サービスの提供にあたり必要となる SIM カードのデータ通信容量が同時利用者の需要に対して不足したため、当該サービスが利用できない状態が発生した。
2.  上記１において、低速化した SIM カードの停止及び別の SIM カードへの切替え作業をモバイルコネクト社が実行する際、大量に実行したためアクセスサーバがビジー状態となり、利用者に対し SIM カードの割当ができず、当該サービスが利用できない状態が発生した。

### その後について
2021年4月1日、株式会社グッド・ラックは兼松コミュニケーションズ株式会社に対して、契約不履行による損害賠償請求訴訟を提起した。